# Glageon
Glageon település Franciaországban, Nord megyében. Lakosainak száma 1732 fő (2022. január 1.). Glageon Sains-du-Nord, Trélon, Féron és Fourmies községekkel határos.

## Népesség
A település népességének változása:
| Lakosok száma | 1828 | 1835 | 1842 | 1807 | 1782 | 1758 | 1751 | 1739 | 1732 |
|               | 2013 | 2015 | 2016 | 2017 | 2018 | 2019 | 2020 | 2021 | 2022 |